# Powstanie gajdowskie we Władywostoku
Powstanie "gajdowskie" we Władywostoku (ros. "Гайдовское" восстание во Владивостоке) – wystąpienie zbrojne we Władywostoku przeciwko władzy adm. Aleksandra Kołczaka jesienią 1919 r.
W sierpniu 1919 roku, przybył do Władywostoku gen. Radola Gajda, odsunięty przez adm. Aleksandra Kołczaka od dowodzenia na początku lipca tego roku. Od września w mieście trwały przygotowania eserowców i mienszewików do wybuchu antykołczakowskiego powstania. Generał Gajda stanął na czele konspiratorów, zamierzał powołać nowy rząd Syberii i przy jego pomocy odprawić żołnierzy Korpusu Czechosłowackiego do ojczyzny.
Powstanie wybuchło 17 listopada. Przyłączyły się do niego wszystkie siły polityczne występujące przeciwko Kołczakowi, w tym bolszewicy. W nocy z 16 na 17 listopada grupa powstańców, grożąc użyciem broni, zajęła w porcie kuter "Farwatier" (Фарватер) w celu zabrania z jednego z okrętów zbuntowanych marynarzy. W drodze powrotnej osiadł jednak na mieliźnie, co ułatwiło okrążenie go przez pozostałe kutry wojsk kołczakowskich. Z powodu bliskości brzegu części marynarzy udało się wpław przedostać do miasta, gdzie dołączyli do zbierających się powstańców. W tym czasie w jednym z budynków portowych bolszewicy zaczęli uzbrajać dokerów, którzy następnie udawali się do miejsca koncentracji sił powstańczych. Rankiem na miasto wyjechały samochody, z których rozrzucano ulotki wzywające do wystąpienia zbrojnego. Własne ulotki kolportowali też bolszewicy. Ogółem uzbierało się ok. 1,5-2 tys. powstańców, w tym oficerowie, żołnierze i robotnicy. Komendant wojsk czechosłowackich na Dalekim Wschodzie, gen. Stanislav Čeček, przekazał im umundurowanie, broń i amunicję, a władze miejskie wsparły ich pieniędzmi.
Wkrótce rozpoczęło się natarcie głównych sił powstańczych wzdłuż torów w kierunku dworca kolejowego. Jednocześnie grupa marynarzy zajęła w porcie wagon kolejowy z uzbrojeniem i amunicją, uzbrajając dalsze grupy dokerów i robotników portowych. Zaczęli oni rozbrajać żołnierzy i oficerów kołczakowskich przebywających w porcie. Po południu 17 listopada powstańcy zdobyli stację kolejową. Przeniósł się tam sztab powstańczy z Gajdą na czele, który ogłosił się głównodowodzącym armii syberyjskiej. Natychmiast rozpoczęły tam zapisy ochotników do wojsk powstańczych. Wydawano im karabiny i naboje. Otrzymywali też biało-zielone opaski, które były zakładane na ramię. Od portu zaatakowali robotnicy, aby połączyć się z głównymi siłami powstańczymi. W celu uniemożliwienia tego dowódca wojsk kołczakowskich gen. Siergiej N. Rozanow wysłał 700-osobowy oddział junkrów i gardemarinów pod dowództwem płk. B. I. Rubca-Masalskiego.
Początkowo zagraniczne wojska interwencyjne zachowały neutralność. Jednakże udział w powstaniu bolszewików doprowadził do ich zaangażowania po stronie wojsk kołczakowskich. Japońskie patrole powstrzymały powstańców przed próbą rozbrojenia ochrony obozu jenieckiego, w którym przebywali wzięci do niewoli żołnierze bolszewiccy i partyzanci. Z kolei Amerykanie otoczyli port, odgradzając oddziały robotnicze od powstańców działających w centrum Władywostoku. Oddział gardemarinów i junkrów ze wsparciem pociągu pancernego Kałmykowiec zaatakował w tej sytuacji dworzec kolejowy, odzyskując go kosztem kilkunastu zabitych.
W międzyczasie w rejonie miasta wyładował się z transportu kolejowego zrewolucjonizowany batalion strzelców morskich, którzy zabili swoich oficerów i ruszyli na pomoc powstańcom. Został jednak ostrzelany przez artylerię okrętów wojennych wojsk interwencyjnych, w wyniku czego rozproszył się. W nocy z 17 na 18 listopada oddziały powstańców próbowały opanować zakotwiczony w porcie parowiec „Pieczenga” (Печенга), ale okręty wojenne interwentów rozpoczęły ich ostrzał, uniemożliwiając zajęcie statku. Rankiem 18 listopada osłabieni powstańcy próbowali schronić się w porcie. Ranny gen. Gajda i jego sztab poddali się komendantowi międzynarodowej milicji, majorowi armii amerykańskiej Johsonowi. W tej sytuacji resztki sił powstańczych zostały wybite lub wyłapane. Wielu z nich zamordowali wkrótce żołnierze z załogi pociągu pancernego „Kałmykowiec”. Generała Gajdę uratowało wstawiennictwo dowództwa Korpusu Czechosłowackiego, dzięki któremu został zwolniony. Udało mu się przedostać statkiem z Syberii do Czechosłowacji.